# Abeno Harukas
Abeno Harukas (яп. あべのハルカス Абэно Харукасу) — небоскрёб расположен по адресу 1-1-43 Абэносудзи-Итхомэ, район Абэно-ку, город Осака, префектура Осака, Япония. Небоскрёб строился с 9 января 2010 года по 7 марта 2014 года. Высота небоскрёба 300 метров, количество этажей 60. Abeno Harukas являлся самым высоким небоскрёбом в Японии до 2023 года, и первым супер-высоким небоскрёбом в Японии (Небоскрёбы выше 300 метров по определению Совета по высотным зданиям и городской среде называются супер-высокие). В 2017 году получил награду Good Design Award. В небоскрёбе расположена станция Осака-Абэнобаши, компании Kintetsu Railway, линии Минами. В нем находится новый главный магазин компании Kintetsu Department Store, отель Marriott International и новая штаб-квартира корпорации Sharp.

## Этажи
С официального сайта Abeno Harukas
- 58-й-60-й этаж: смотровая площадка «Harukas 300»
- 38-й-55-й этаж и 57-й этаж: отель Osaka Marriott Miyako
- 57-й этаж: Рестораны
- 21-й-36-й этаж: офисы
- 19-й и 20-й этажи: отель Osaka Marriott Miyako (вестибюль)
- 17-й и 18-й этажи: офисы[9]
- 16-й этаж: Музей Abeno Harukas[10][11][12]
- 2-й подвал-14-й этаж: универмаг Kintetsu Abeno Harukas Tower Building[10][13]
- 1-й подвал и 1-й этаж: станция Абэно-ку[англ.]
- 4-й и 3-й подвалы: автостоянка

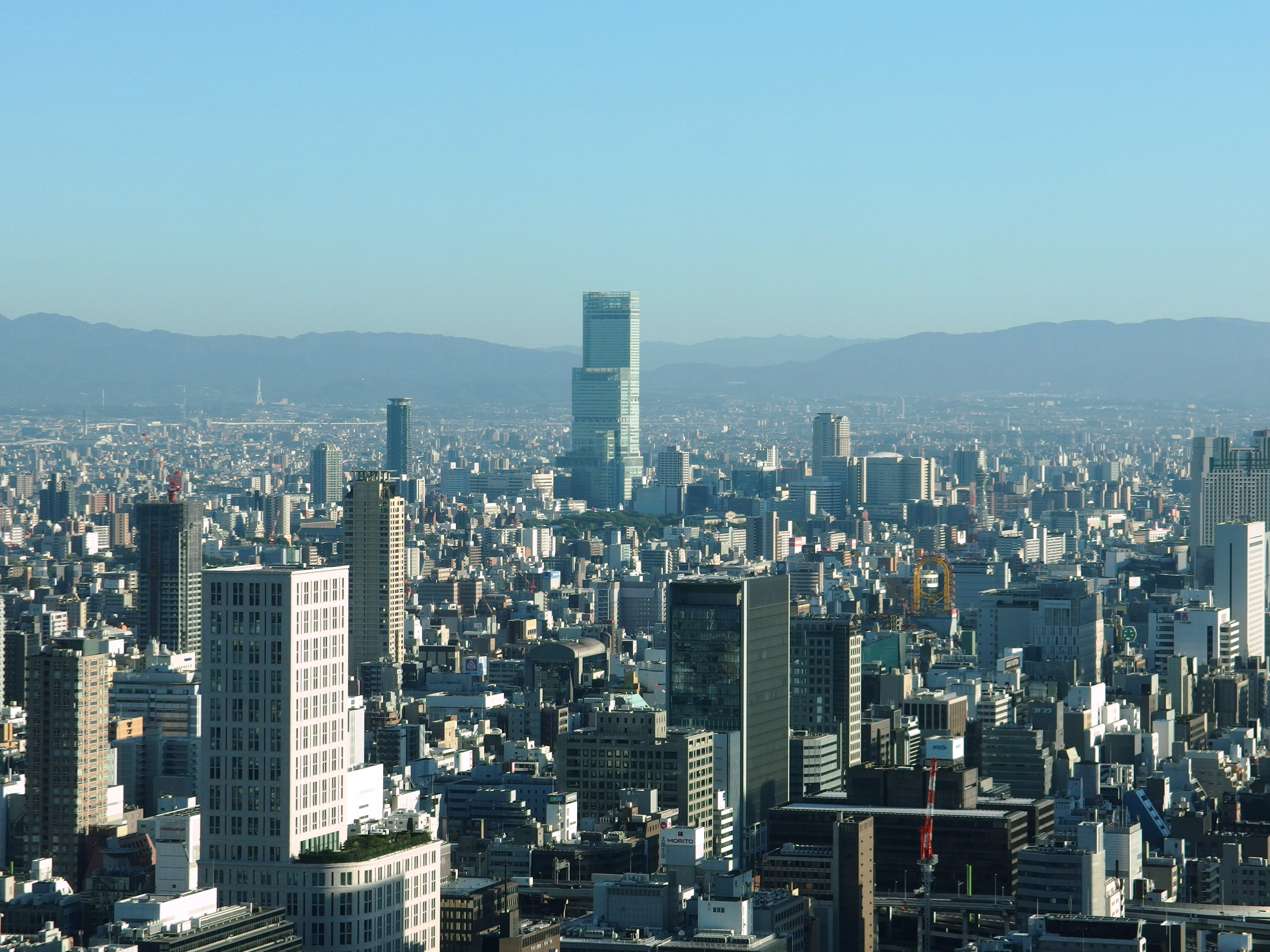
Небоскрёб Abeno Harukas вид с небоскрёба Nakanoshima Festival Tower East
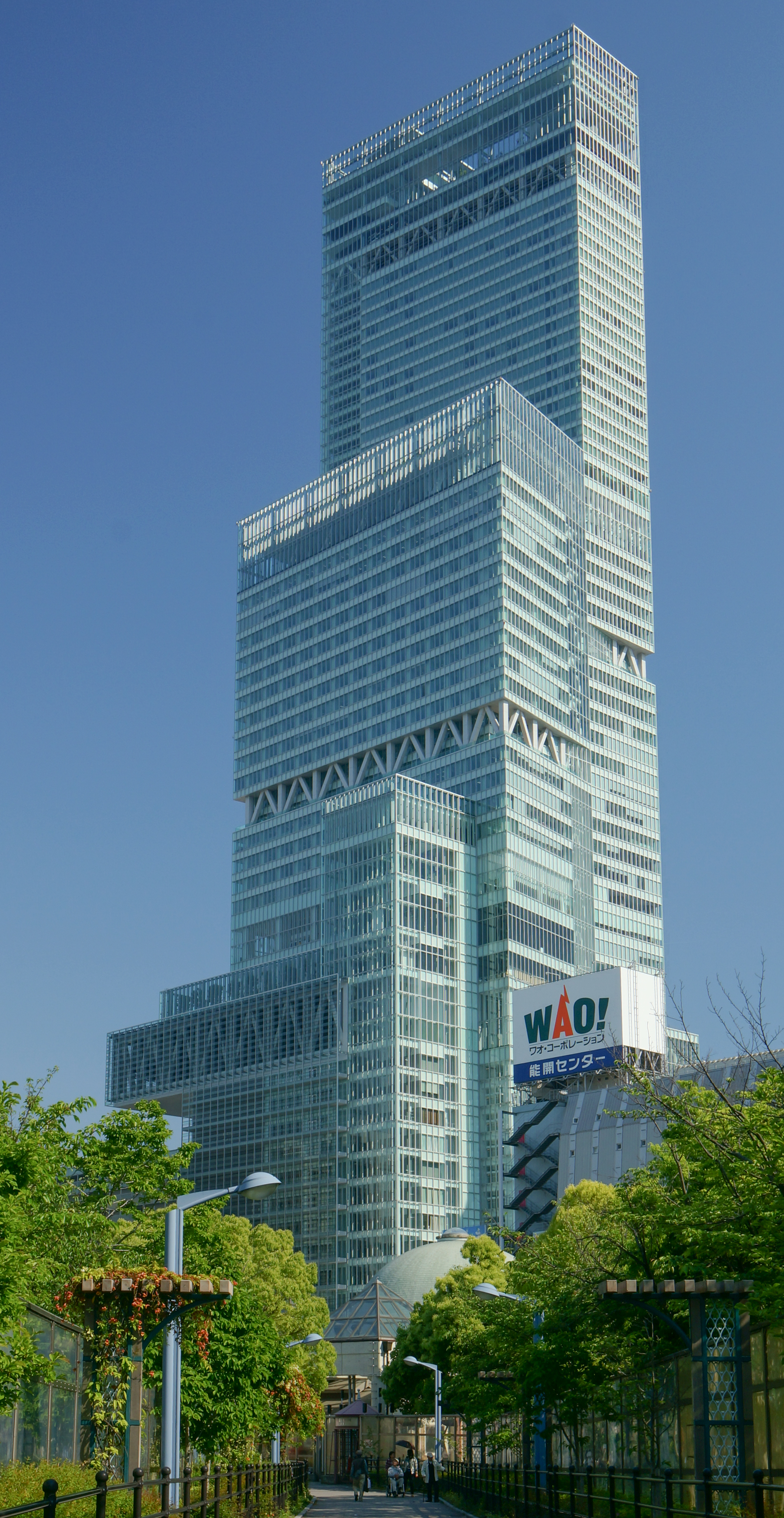
Abeno Harukas (май 2014 года)
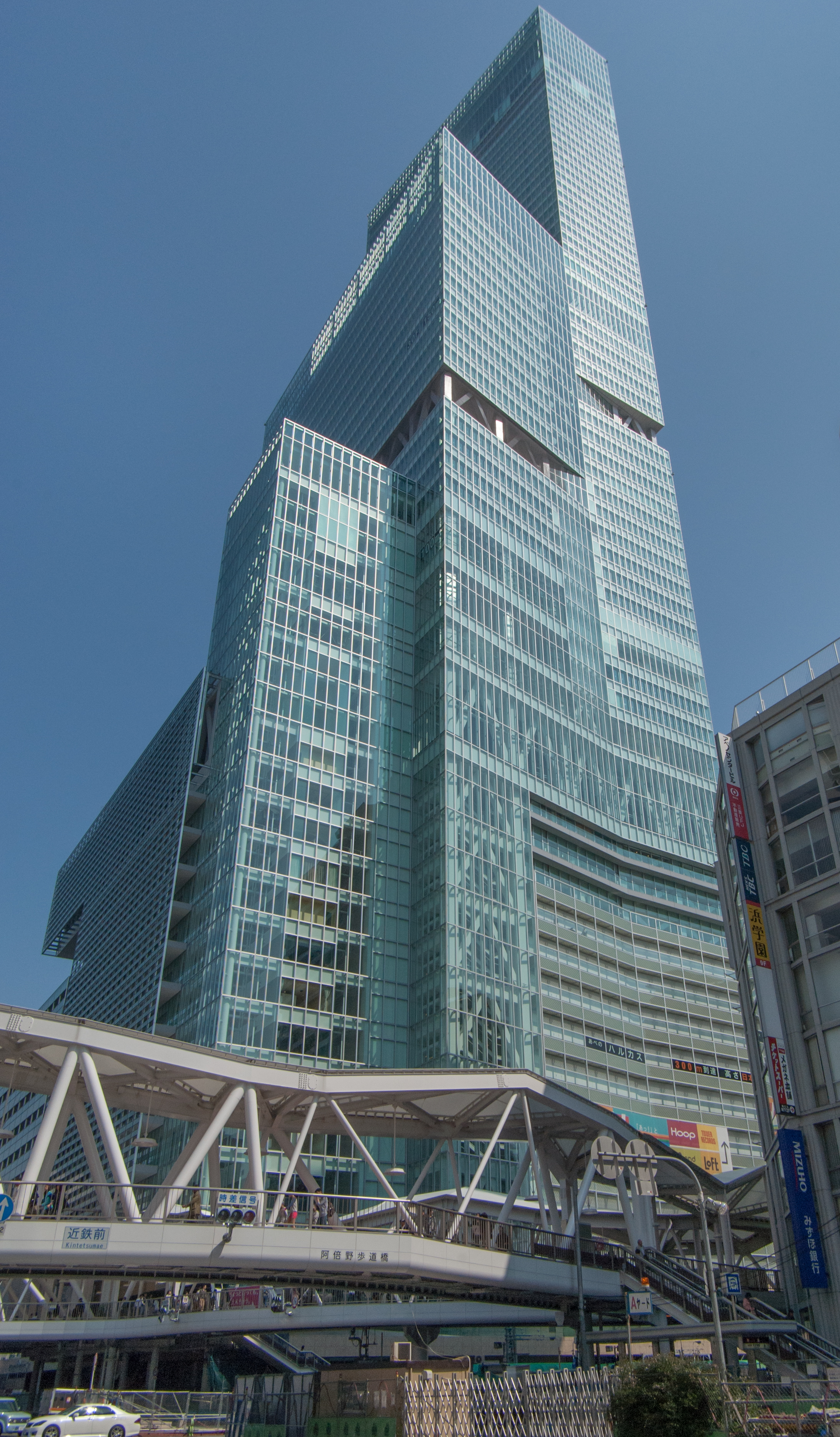
Abeno Harukas и пешеходный мост Абэно
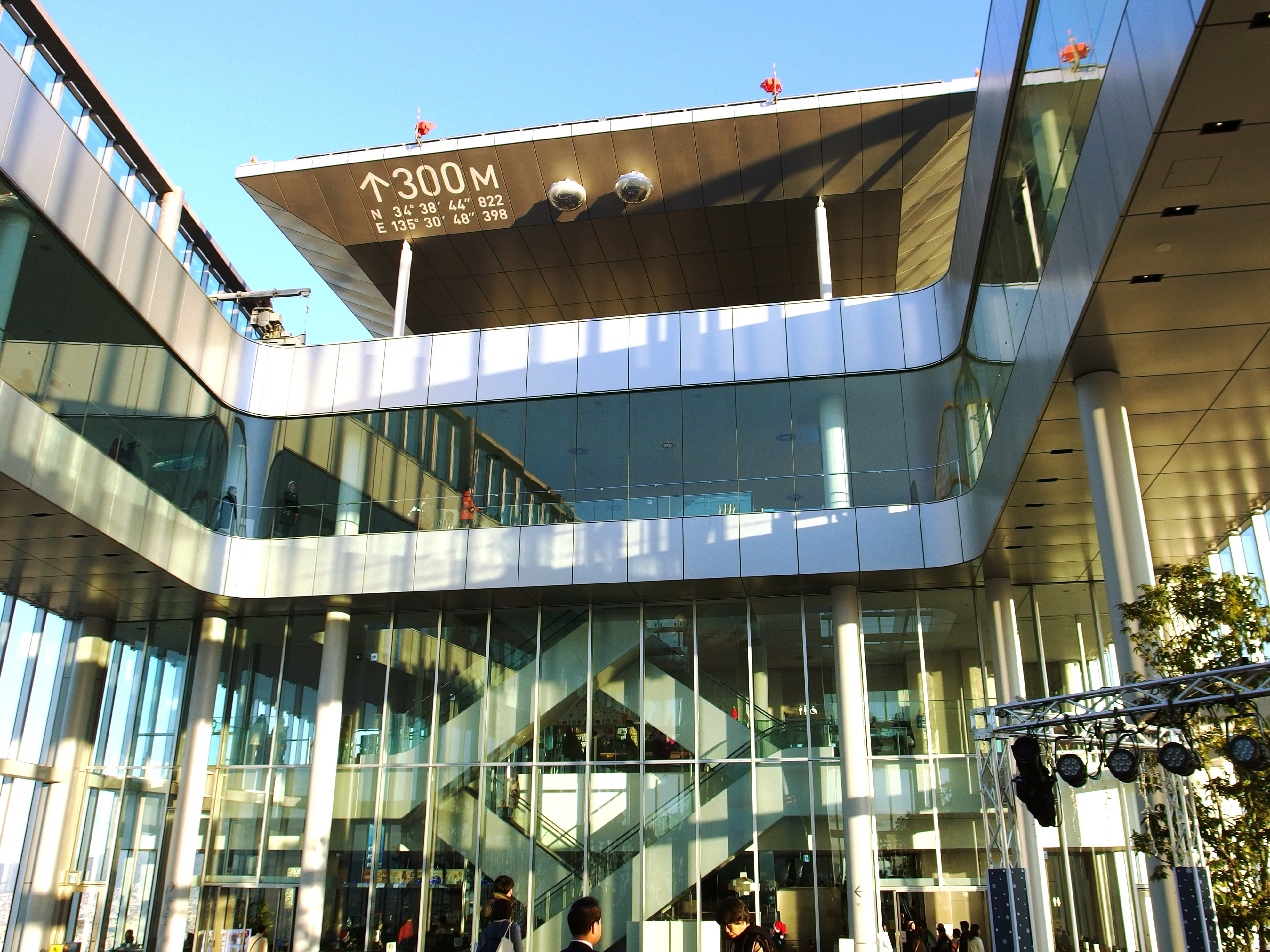
Табличка 300 метров (58 этаж на открытом воздухе), смотровая площадка «Harukas 300»
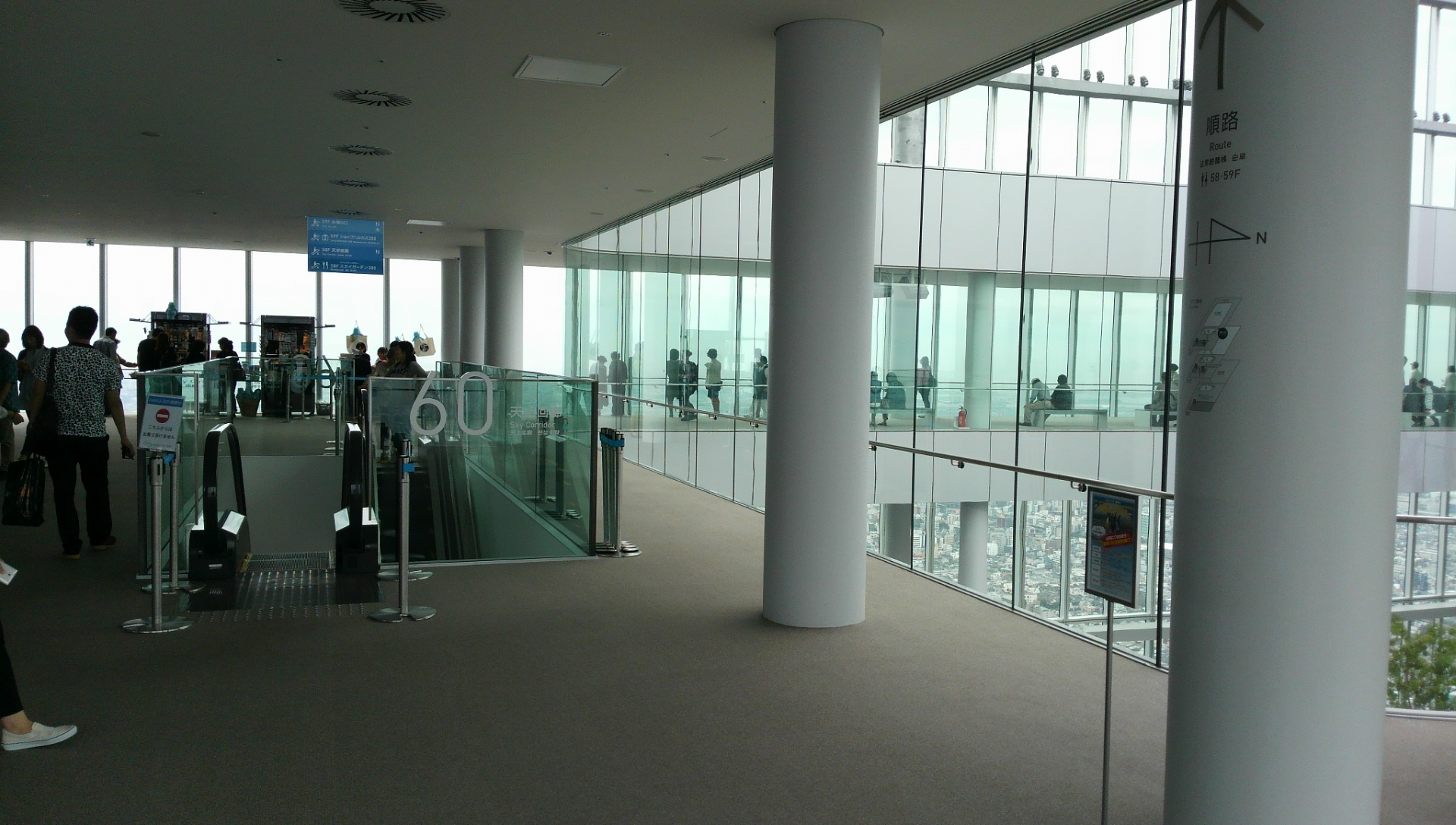
60 этаж, смотровая площадка «Harukas 300»
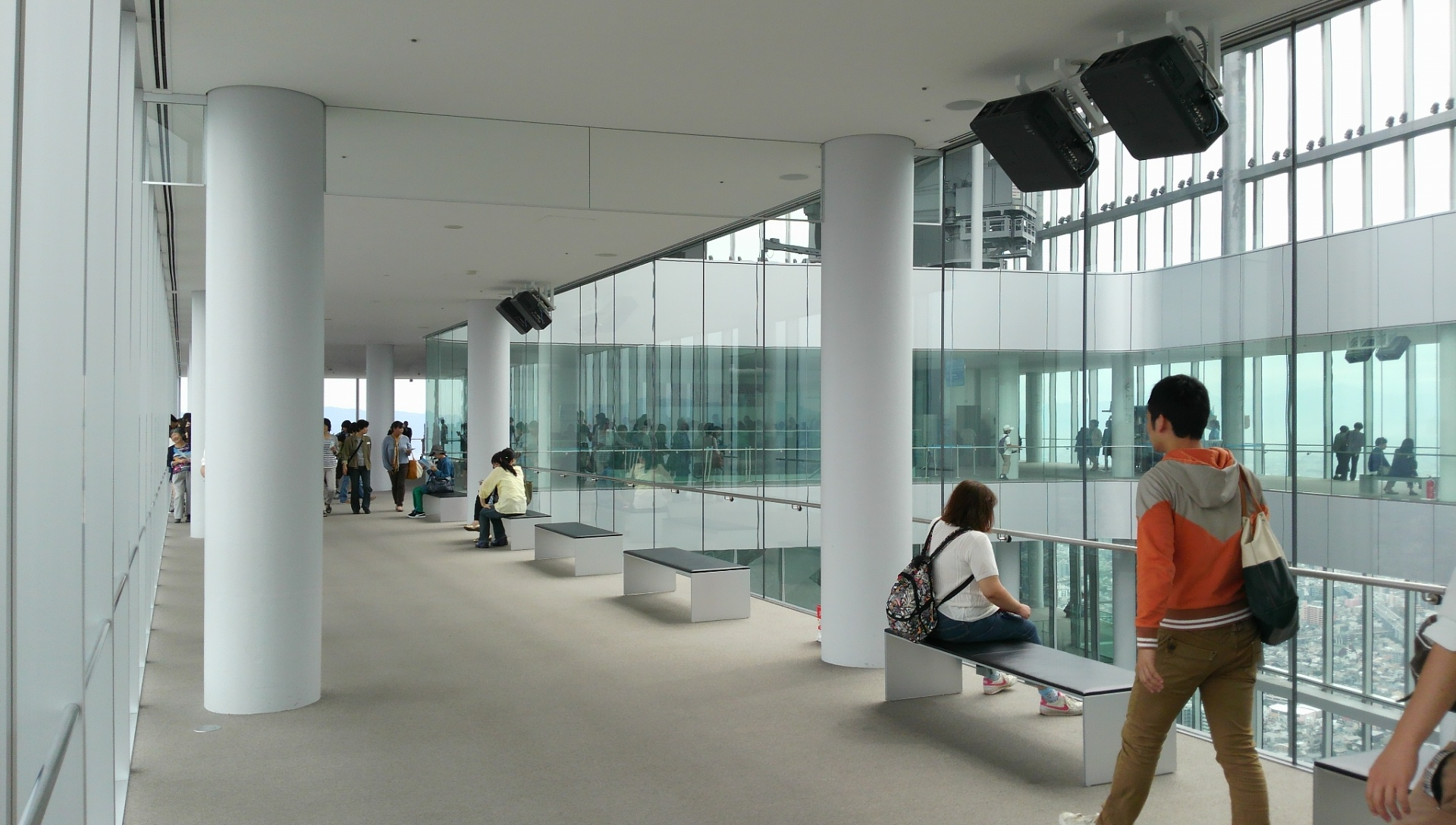
60 этаж, смотровая площадка «Harukas 300»
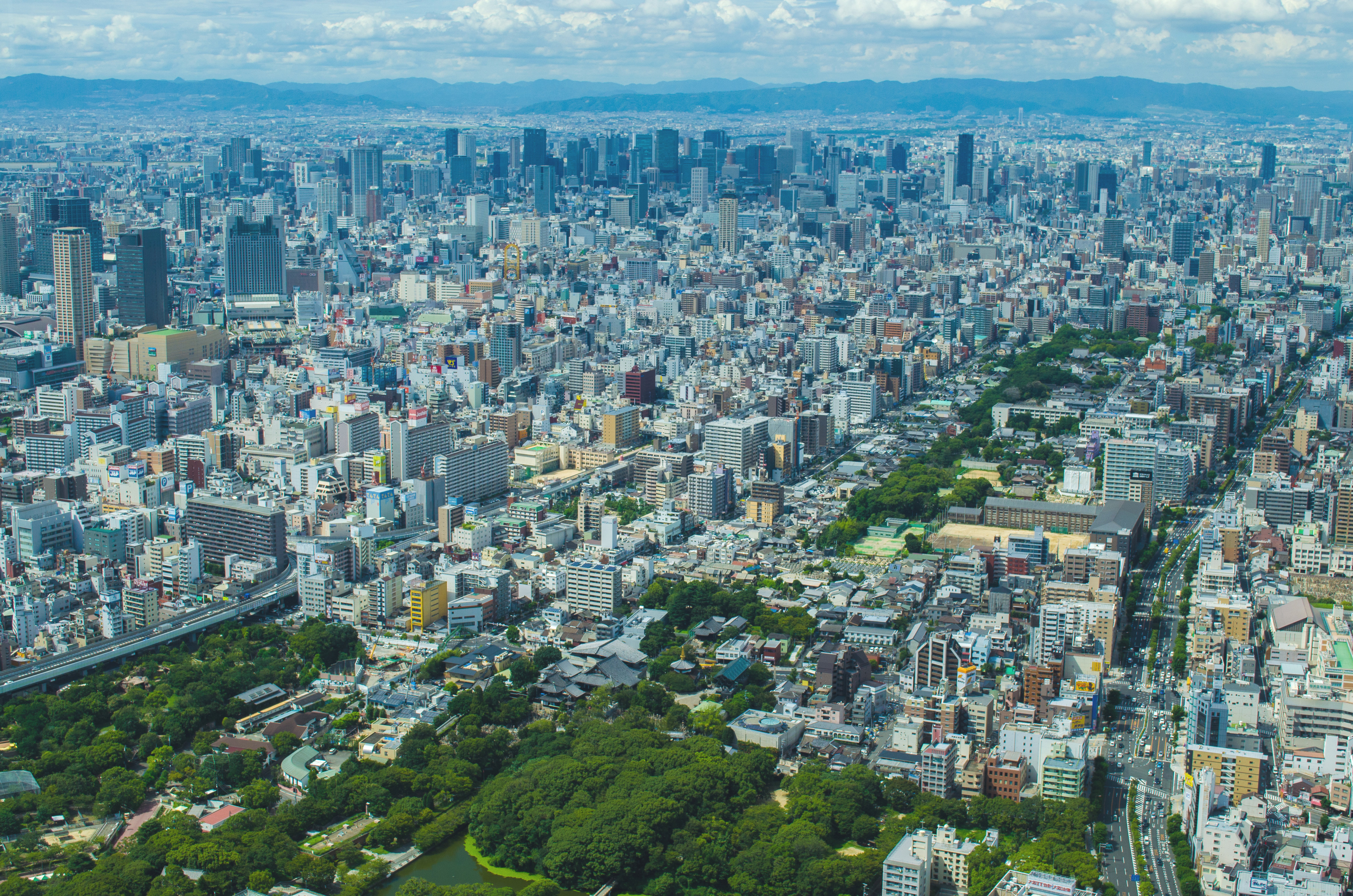
Центр города Осаки
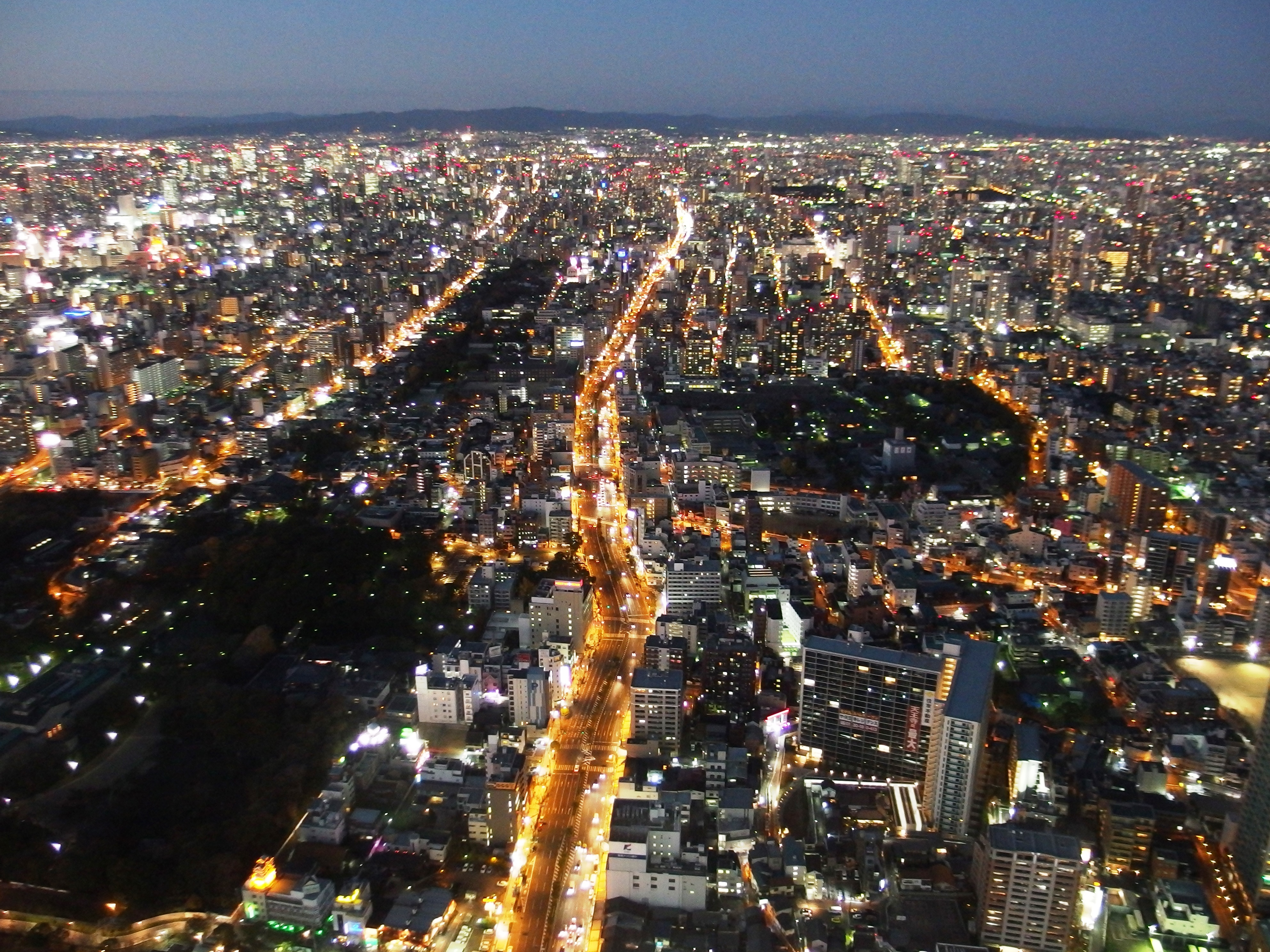
Ночной вид Осаки в северном направлении
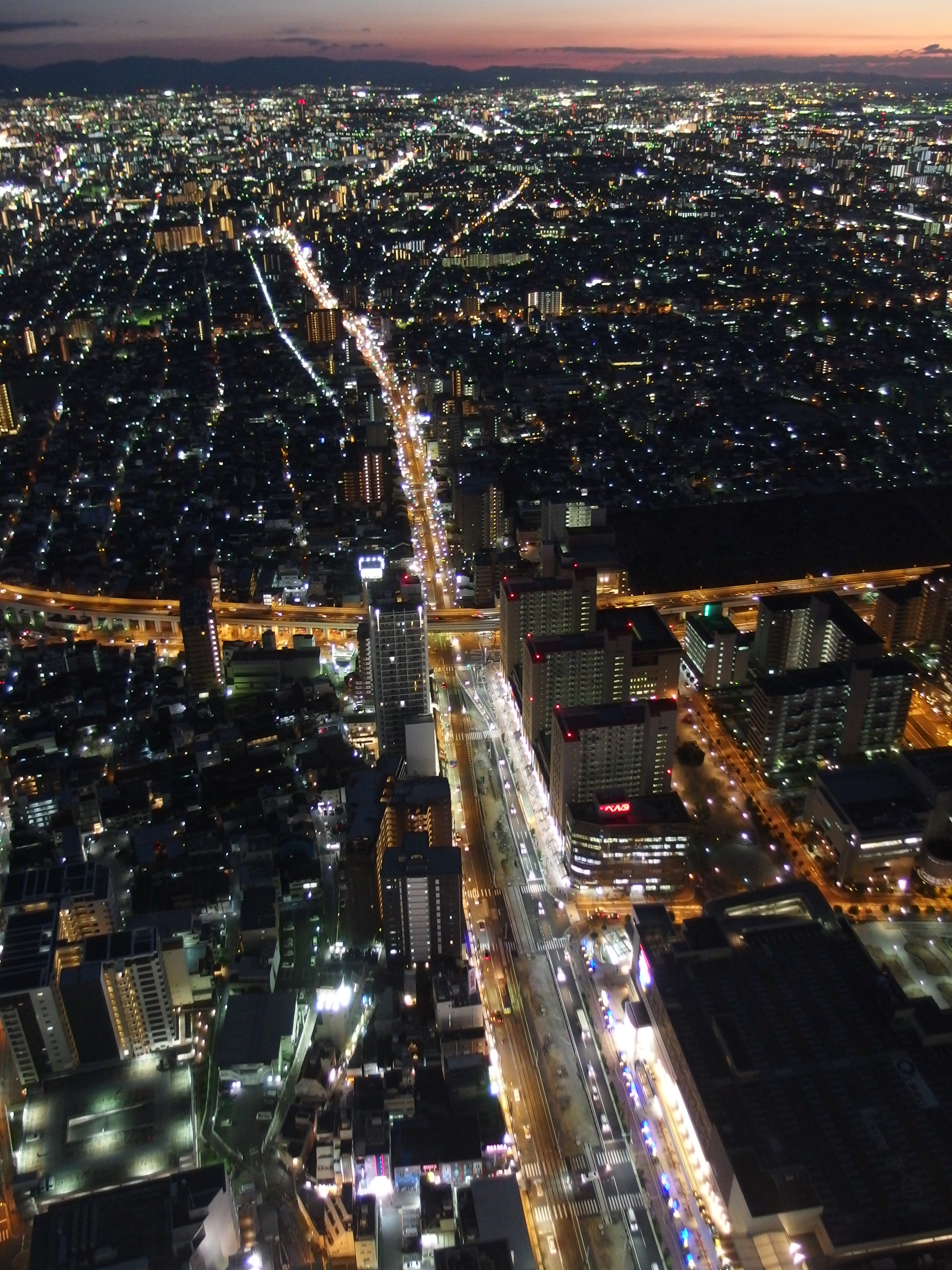
Ночной вид Осаки в южном направлении
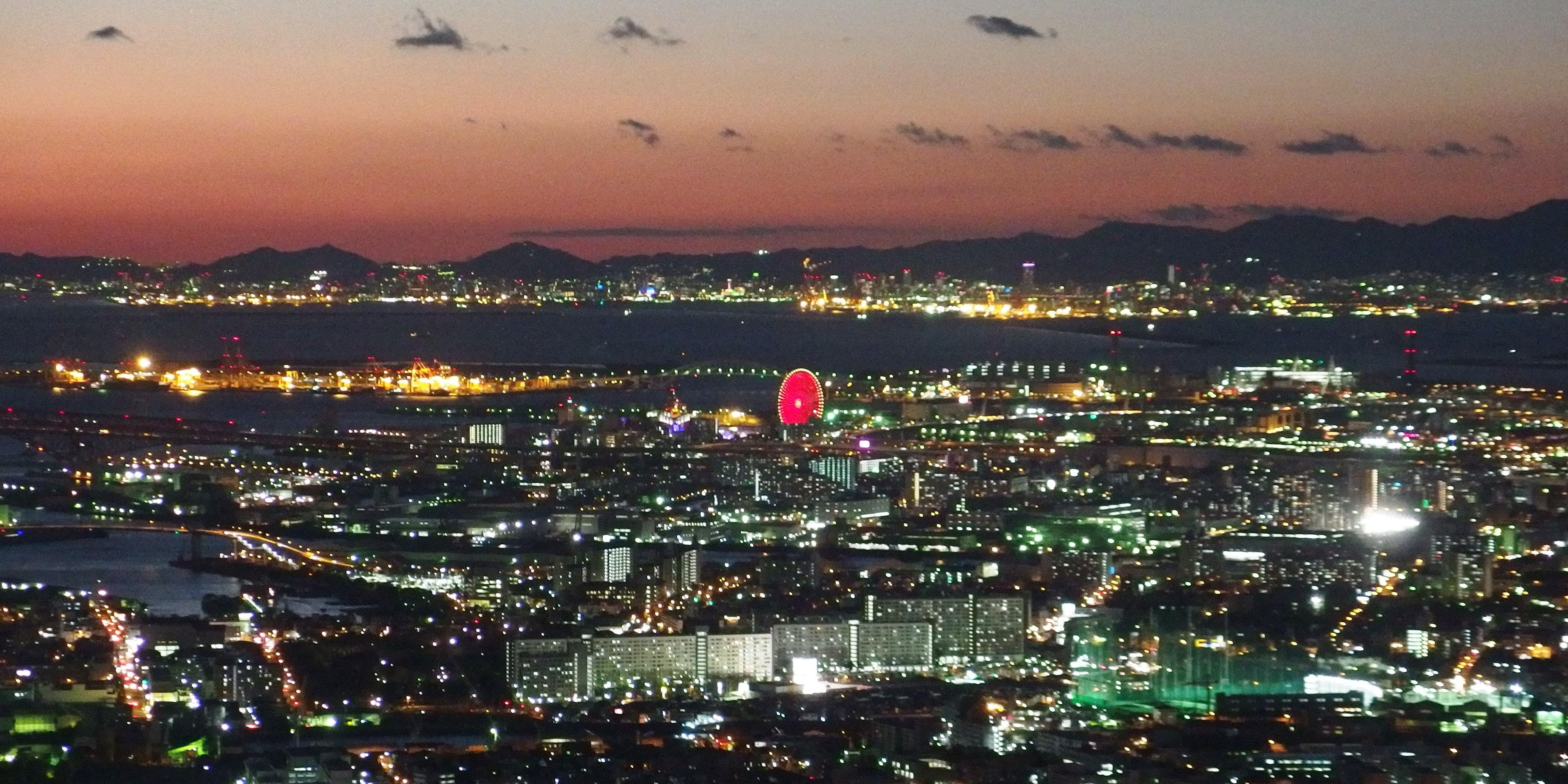
Ночной вид Осаки в западном направлении
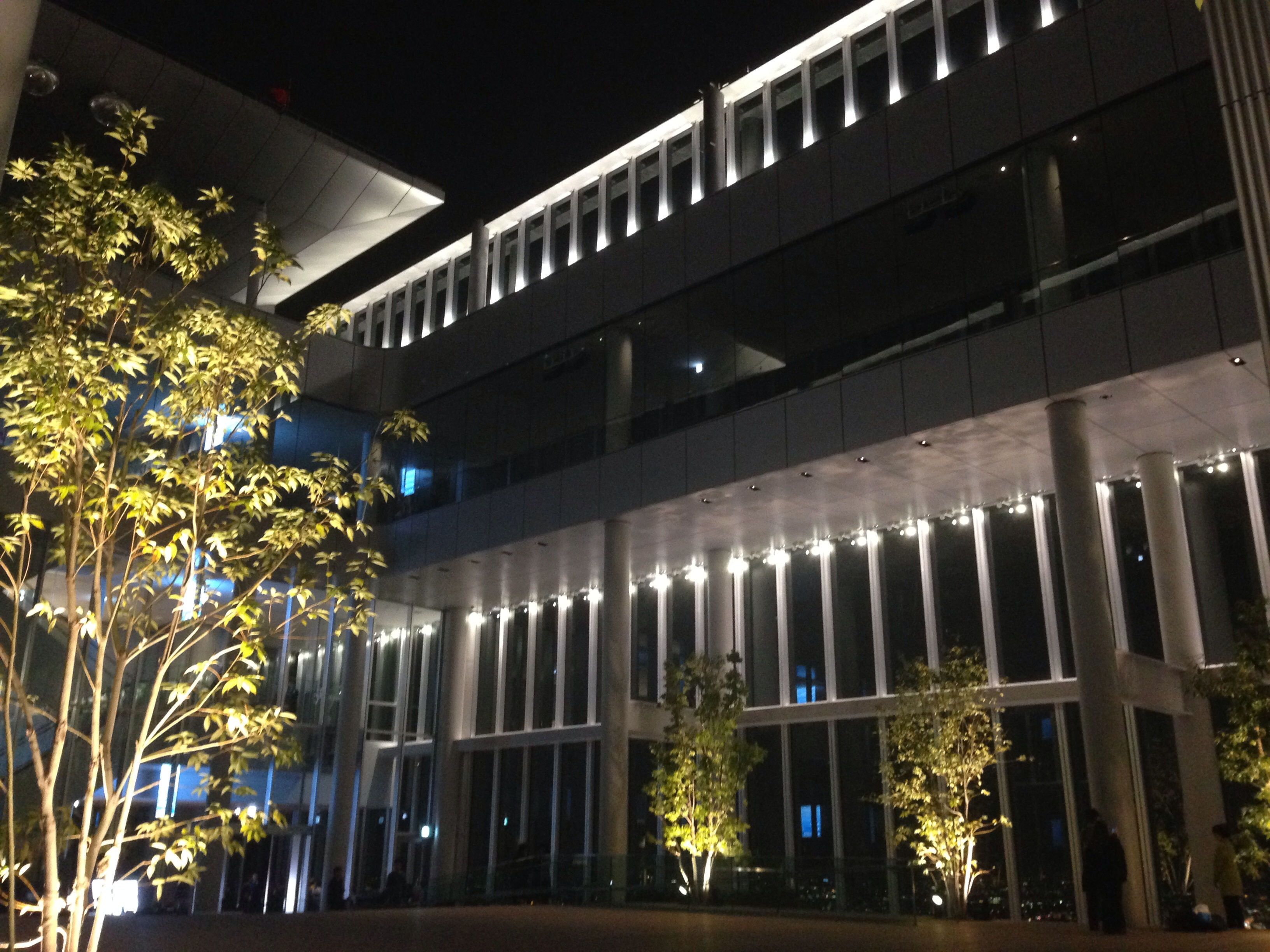
58 этаж на открытым воздухе, смотровая площадка «Harukas 300»